# Estádio Mário Pessoa
Estádio Mário Pessoa – stadion piłkarski, w Ilhéus, Bahia, Brazylia, na którym swoje mecze rozgrywa klub Colo Colo de Futebol e Regatas.